# Ейбар Б
Sociedad Deportiva Eibar B, SAD — іспанський футбольний клуб, що базується в Ейбарі (Гіпускоа), автономній спільноті країни Басків .
Команду засновано 1994 року і розпущено 2012-го. Вона була резервною командою Ейбара, що грала в другому дивізіоні, й проводила домашні ігри на стадіоні Unbe Facilities, що вміщував 1000 глядачів. Подібно до першої команди, їхня форма мала колір Azulgrana — бордовий і синій — з синіми шортами.
Останнім головним тренером команди був Гаїска Гарітано, який потім очолив першу команду Ейбар та вивів її до найвищого дивізіону.
| Сезон     | Рівень | Дивізіон           | Місце |
| --------- | ------ | ------------------ | ----- |
| 1994—1995 | 7      | 2ª Рег.            | 2-ге  |
| 1995—1996 | 6      | 1ª Рег.            | 4-те  |
| 1996—1997 | 6      | 1ª Рег.            | 1-ше  |
| 1997—1998 | 5      | Рег. Преф.         | 1-ше  |
| 1998—1999 | 4      | Терсера Дивізіон   | 13-те |
| 1999—1900 | 4      | Терсера Дивізіон   | 4-те  |
| 2000–2001 | 3      | Сегунда Дивізіон Б | 14-те |
| 2001–2002 | 3      | Сегунда Дивізіон Б | 18-те |
| 2002–2003 | 4      | Терсера Дивізіон   | 12-те |

| Сезон     | Рівень | Дивізіон         | Місце |
| --------- | ------ | ---------------- | ----- |
| 2003–2004 | 4      | Терсера Дивізіон | 4-те  |
| 2004–2005 | 4      | Терсера Дивізіон | 16-те |
| 2005–2006 | 4      | Терсера Дивізіон | 9-те  |
| 2006–2007 | 4      | Терсера Дивізіон | 9-те  |
| 2007–2008 | 4      | Терсера Дивізіон | 8-ме  |
| 2008–2009 | 4      | Терсера Дивізіон | 15-те |
| 2009–2010 | 4      | Терсера Дивізіон | 14-те |
| 2010–2011 | 4      | Терсера Дивізіон | 16-те |
| 2011/12   | 4      | Терсера Дивізіон | 13-те |